# Amphinotus overbecki
Amphinotus overbecki är en insektsart som beskrevs av Günther, K. 1939. Amphinotus overbecki ingår i släktet Amphinotus och familjen torngräshoppor. Inga underarter finns listade i Catalogue of Life.